# Pribeník
Pribeník és un poble i municipi d'Eslovàquia. Es troba a la regió de Košice, a l'est del país.

## Història
La primera referència escrita de la vila data del 1323.

## Demografia
| Godina             | 1994 | 2004   | 2014   | 2024   |
| ------------------ | ---- | ------ | ------ | ------ |
| Nombre de persones | 946  | 958    | 1016   | 970    |
| Diferència         |      | +1,26% | +6,05% | −4,52% |

| Godina             | 2023 | 2024   |
| ------------------ | ---- | ------ |
| Nombre de persones | 958  | 970    |
| Diferència         |      | +1,25% |